# Liste von Sakralbauten im Landkreis Jerichower Land
Die Liste von Sakralbauten im Landkreis Jerichower Land gibt eine möglichst vollständige Übersicht der im Landkreis Jerichower Land im Nordosten des Landes Sachsen-Anhalt vorhandenen relevanten Kirchengebäude mit ihrem Status, Adresse, Koordinaten und einer Ansicht (Stand Dezember 2022).

## Kapellen
| Artikel                    | Beschreibung | Gemeinde | Ortsteil     | Bild           | Koordinaten                 |
| -------------------------- | --- | -------- | ------------ | -------------- | --------------------------- |
| Kapelle Friedensau         | Kapelle der Missionsschule der Siebenten-Tags-Adventisten, 1902–04 von Heinrich Pieper aus Burg, Backsteinbau mit dominantem Fenster der Kapelle | Möckern  | Friedensau   |                | 52° 12′ 36″ N, 11° 59′ 1″ O |
| Gutskapelle (Brandenstein) | Achteckiger kuppelgedeckter Zentralbau von 1911.                                                                                                 | Möckern  | Brandenstein | weitere Bilder | 52° 17′ 26″ N, 12° 4′ 22″ O |
| Gutskapelle Pöthen         | Ruine des 1695 erbauten gotisierenden Saalbaus, ehemals Kapelle des benachbarten Gutshauses, Ruine 1997/98 saniert                               | Gommern  | Pöthen       | weitere Bilder | 52° 6′ 3″ N, 11° 49′ 37″ O  |
| Gutskapelle Seedorf        | Neugotischer Neubau 1868 | Jerichow | Seedorf      | weitere Bilder | 52° 24′ 40″ N, 12° 4′ 3″ O  |

## Kirchengebäude
| Artikel                                  | Beschreibung | Gemeinde   | Ortsteil          | Bild           | Koordinaten                  |
| ---------------------------------------- | --- | ---------- | ----------------- | -------------- | ---------------------------- |
| Dorfkirche Altenklitsche                 | Barocker Neubau 1712–15 mit bauzeitlicher Ausstattung | Jerichow   | Altenklitsche     | weitere Bilder | 52° 29′ 16″ N, 12° 12′ 4″ O  |
| Dorfkirche Altenplathow                  | Neubau 1902–1904 in den Formen der Backsteingotik | Genthin    | Altenplathow      | weitere Bilder | 52° 25′ 3″ N, 12° 8′ 14″ O   |
| Dorfkirche Belicke                       | Verputzter Backsteinbau, bestehend aus Schiff, Apsis und schlankem Turm, vom Gutsherrn Engelhard Lehmann gestiftet, 1913                                 | Jerichow   | Belicke           | weitere Bilder | 52° 22′ 35″ N, 12° 14′ 40″ O |
| Dorfkirche Bergzow                       | Verputzte Backsteinsaalkirche mit dreiseitigem Ostschluss und Dachturm, im Kern 1. H. 13. Jh.                                                            | Elbe-Parey | Bergzow           | weitere Bilder | 52° 23′ 42″ N, 12° 2′ 53″ O  |
| Dorfkirche Biederitz                     | Schlichtes verputztes Schiff von 1730 mit spätromanischem Turmunterbau in Bruchstein, A. 13. Jh.                                                         | Biederitz  | Biederitz         | weitere Bilder | 52° 9′ 30″ N, 11° 42′ 54″ O  |
| Dorfkirche Brietzke                      | Putzbau von 1722 mit Dachreiter und Schweifhaube, barocke Innenausstattung                                                                               | Möckern    | Brietzke          | weitere Bilder | 52° 6′ 8″ N, 12° 0′ 11″ O    |
| Dorfkirche Derben                        | Gotisierender Backsteinbau mit eingezogenem Chor 1912 | Elbe-Parey | Derben            | weitere Bilder | 52° 24′ 47″ N, 11° 59′ 40″ O |
| Dorfkirche Detershagen                   | Spätromanischer Feldsteinbau aus Schiff, Apsis und Westturm, 1684 stark verändert                                                                        | Burg       | Detershagen       | weitere Bilder | 52° 14′ 37″ N, 11° 48′ 51″ O |
| Dorfkirche Dörnitz                       | Neuromanischer Feldsteinbau 1860 mit eingestelltem Westturm, Innenraum durch Winterkircheneinbau gestört                                                 | Möckern    | Dörnitz           |                | 52° 12′ 33″ N, 12° 11′ 47″ O |
| Dorfkirche Drewitz                       | Neuromanischer Backsteinsaal aus Schiff, eingezogenem Chor mit Sakristei und rechteckigem Westturm, 1897                                                 | Möckern    | Drewitz           | weitere Bilder | 52° 12′ 50″ N, 12° 10′ 3″ O  |
| Dorfkirche Ferchland                     | Kreuzförmiger Fachwerkbau mit Walmdach und Westturm 1729/30, Teilzerstörung 1945, danach rekonstruiert.                                                  | Elbe-Parey | Ferchland         | weitere Bilder | 52° 26′ 25″ N, 12° 0′ 7″ O   |
| Dorfkirche Gerwisch                      | Klassizistischer Saalbau der Schinkelschule, 1840/41 an neuem Standort erbaut                                                                            | Biederitz  | Gerwisch          | weitere Bilder | 52° 10′ 25″ N, 11° 44′ 51″ O |
| Dorfkirche Gladau                        | Im Kern einschiffiger romanischer Saal mit Westturm, im 17. Jh. mit Turmaufsatz und 1881 mit Stufengiebel im Osten versehen                              | Genthin    | Gladau            | weitere Bilder | 52° 18′ 21″ N, 12° 5′ 29″ O  |
| Dorfkirche Grabow (am Fläming)           | Stattlicher breiter Feldsteinsaal 13. Jh. mit eingezogenem Chor und Halbkreisapsis 12. Jh.                                                               | Möckern    | Grabow            | weitere Bilder | 52° 14′ 54″ N, 11° 57′ 45″ O |
| Dorfkirche Großwulkow                    | Bedeutende Dorfkirche der Backsteinromanik, vollständige Anlage, 1172 erwähnt                                                                            | Jerichow   | Großwulkow        | weitere Bilder | 52° 30′ 0″ N, 12° 7′ 23″ O   |
| Dorfkirche Göbel                         | Schlichte Feldsteinsaalkirche um 1730, früherer Dachreiter abgetragen                                                                                    | Möckern    | Göbel             | weitere Bilder | 52° 4′ 37″ N, 12° 1′ 3″ O    |
| Dorfkirche Güsen                         | Anstelle eines Vorgängerbaus errichteter Fachwerkständerbau um 1680/1700, Turm 1878/79                                                                   | Elbe-Parey | Güsen             | weitere Bilder | 52° 21′ 21″ N, 11° 58′ 56″ O |
| Dorfkirche Gütter                        | Kleiner romanischer Backsteinbau 12. Jh., Turm noch zu romanischer Zeit an das ältere Schiff angebaut                                                    | Burg       | Gütter            | weitere Bilder | 52° 16′ 3″ N, 11° 54′ 22″ O  |
| Dorfkirche Hohenseeden                   | Einschiffiger Feldsteinbau mit eingezogenem Chor und Apsis, um 1300; im 14. Jh. mit Chorturm in Bruchstein versehen                                      | Elbe-Parey | Hohenseeden       | weitere Bilder | 52° 18′ 47″ N, 12° 0′ 25″ O  |
| Dorfkirche Ihleburg                      | Auf dem Sockel eines romanischen Vorgängerbauwerks erbauter Putzbau mit eingezogenem Polygonalchor (1878), Westteil mit verschiefertem Fachwerkturm      | Burg       | Ihleburg          | weitere Bilder | 52° 19′ 49″ N, 11° 54′ 57″ O |
| Dorfkirche Isterbies                     | Im Kern mittelalterlicher, später überformter Saal, im Westen Anbau einer Gruft mit Volutengiebel um 1650, Dachreiter                                    | Möckern    | Isterbies         | weitere Bilder | 52° 5′ 17″ N, 12° 7′ 51″ O   |
| Dorfkirche Kade                          | Feldsteinbau mit eingezogenem Chor und Apsis, im Kern wohl 15. Jh., nach Turmeinsturz Westturm und Schiff erneuert, um 1880 historistische Umgestaltung  | Jerichow   | Kade              | weitere Bilder | 52° 22′ 48″ N, 12° 16′ 3″ O  |
| Dorfkirche Kalitz                        | Rechteckiger Feldsteinbau mit Dachturm Anfang 18. Jh. | Möckern    | Kalitz            |                | 52° 5′ 53″ N, 12° 1′ 26″ O   |
| Dorfkirche Karow (Jerichow)              | Reich gegliederter Barockbau 1703 mit Turm von 1752 | Jerichow   | Karow             | weitere Bilder | 52° 20′ 30″ N, 12° 15′ 55″ O |
| Dorfkirche Kleinwulkow                   | Kleine Dorfkirche der Backsteinromanik, um 1200, mit niedrigem Westquerturm und verschiefertem Aufsatz                                                   | Jerichow   | Kleinwulkow       | weitere Bilder | 52° 28′ 57″ N, 12° 7′ 18″ O  |
| Dorfkirche Kleinwusterwitz               | Anstelle eines romanischen Vorgängers 1838 errichtete, schlichte neugotische Saalkirche                                                                  | Jerichow   | Kleinwusterwitz   | weitere Bilder | 52° 27′ 26″ N, 12° 14′ 47″ O |
| Dorfkirche Klein Mangelsdorf             | Schlichter rechteckiger klassizistischer Saalbau um 1820–25                                                                                              | Jerichow   | Klein-Mangelsdorf | Bild gesucht   | 52° 31′ 0″ N, 12° 5′ 32″ O   |
| Dorfkirche Klepps                        | Spätromanische Dorfkirche in vollständiger Anlage | Möckern    | Klepps            | weitere Bilder | 52° 5′ 11″ N, 12° 2′ 56″ O   |
| Dorfkirche Klietznick                    | Langgestreckter Backsteinsaal, romanisches Schiff mit frühgotischem Westquerturm und spätgotischem Chor                                                  | Jerichow   | Klietznick        | weitere Bilder | 52° 28′ 8″ N, 12° 1′ 18″ O   |
| St. Pancratii (Körbelitz)                | Spätromanischer Feldsteinbau in vollständiger Anlage, Turm nach Einsturz 1989 wieder aufgebaut                                                           | Möser      | Körbelitz         | weitere Bilder | 52° 10′ 50″ N, 11° 46′ 59″ O |
| Dorfkirche Krüssau                       | Barocker Rechteckbau mit Pilastergliederung, Turm mit Laterne, um 1713                                                                                   | Möckern    | Krüssau           | weitere Bilder | 52° 16′ 23″ N, 12° 3′ 59″ O  |
| Dorfkirche Ladeburg (Gommern)            | Um 1200 errichteter Bruchsteinbau, 1724 nach Osten verlängert, nach Brand 1853 wiederaufgebaut, Turm abgetragen                                          | Gommern    | Ladeburg          | weitere Bilder | 52° 5′ 0″ N, 11° 56′ 13″ O   |
| Dorfkirche Lostau                        | Im Kern spätromanischer Bruchsteinsaal mit Westquerturm und eingezogenem Chor                                                                            | Möser      | Lostau            | weitere Bilder | 52° 12′ 27″ N, 11° 43′ 41″ O |
| Dorfkirche Lühe (Möckern)                | Von einem spätromanischen Feldsteinbau der querrechteckige Westturm erhalten, Schiff im Kern gleichzeitig, barock verändert                              | Möckern    | Lühe              | weitere Bilder | 52° 9′ 9″ N, 11° 57′ 2″ O    |
| Dorfkirche Lüttgenziatz                  | Im Kern romanische Saalkirche in Feldstein mit eingezogenem Chor und Rundapsis, 12. Jh. Nach Zerstörung um 1660 wiederaufgebaut                          | Möckern    | Lüttgenziatz      | weitere Bilder | 52° 11′ 50″ N, 12° 0′ 51″ O  |
| Dorfkirche Magdeburgerforth              | Neugotischer Backsteinbau von 1901 aus Schiff, eingezogenem Chor mit Sakristei, quadratischem Turm                                                       | Möckern    | Magdeburgerforth  | weitere Bilder | 52° 13′ 44″ N, 12° 11′ 23″ O |
| Dorfkirche Mangelsdorf                   | Romanische Saalkirche aus Backstein, E. 12. Jh. Turm nach Brand 1822 erneuert                                                                            | Jerichow   | Mangelsdorf       | weitere Bilder | 52° 30′ 44″ N, 12° 3′ 59″ O  |
| Dorfkirche Mützel                        | Fachwerkkirche von 1767, rechteckiges Schiff mit Turm über dem Westteil. Schlichte bauzeitliche Ausstattung                                              | Genthin    | Mützel            | weitere Bilder | 52° 22′ 49″ N, 12° 10′ 30″ O |
| Dorfkirche Neuenklitsche                 | Mehrfach umgebauter Backsteinbau mit Westquerturm und eingezogenem Rechteckchor M. 13. Jh.                                                               | Jerichow   | Neuenklitsche     | weitere Bilder | 52° 28′ 47″ N, 12° 14′ 3″ O  |
| Dorfkirche Niegripp                      | Einheitlicher barocker Neubau 1732, Zentralbau mit Kreuzgrundriss und Dachreiter                                                                         | Burg       | Niegripp          | weitere Bilder | 52° 16′ 1″ N, 11° 45′ 29″ O  |
| Dorfkirche Nielebock                     | Einschiffiger rechteckiger Putzbau in Bruchstein und Ziegel, um 1700, quadratischer Westturm                                                             | Jerichow   | Nielebock         | weitere Bilder | 52° 26′ 10″ N, 12° 4′ 1″ O   |
| Dorfkirche Paplitz                       | Bescheidener rechteckiger spätbarocker Feldsteinbau, 1791, Ostgiebel in Fachwerk, Dachturm nach Abtragung 1969 wiederaufgebaut                           | Genthin    | Paplitz           | weitere Bilder | 52° 16′ 32″ N, 12° 14′ 16″ O |
| Dorfkirche Parchau                       | Großer Backsteinbau 1896/97 in romanischen und gotischen Formen, Westturm                                                                                | Burg       | Parchau           | weitere Bilder | 52° 19′ 23″ N, 11° 52′ 45″ O |
| Dorfkirche Parchen                       | Im Kern romanischer Feldsteinbau mit Westquerturm und eingezogenem Chor, nach Brand 1827–31 nahezu vollständiger Neubau                                  | Genthin    | Parchen           | weitere Bilder | 52° 21′ 3″ N, 12° 4′ 52″ O   |
| Dorfkirche Prödel                        | Im Kern spätromanische Bruchsteinsaalkirche mit dreiseitigem Schluss, Westturm 1627                                                                      | Gommern    | Prödel            | weitere Bilder | 52° 2′ 18″ N, 11° 55′ 2″ O   |
| Dorfkirche Redekin                       | Bedeutende, gut erhaltene Dorfkirche der Backsteinromanik um 1200 in vollständiger Anlage                                                                | Jerichow   | Redekin           | weitere Bilder | 52° 28′ 0″ N, 12° 4′ 32″ O   |
| Dorfkirche Reesen                        | Kleine, unscheinbare romanische Dorfkirche in Feldstein mit gotischem Chor und Fachwerkdachturm                                                          | Burg       | Reesen            | weitere Bilder | 52° 17′ 3″ N, 11° 56′ 19″ O  |
| Dorfkirche Rietzel                       | Spätromanische Feldstein-Saalkirche M. 13. Jh. mit 1704 in Fachwerk angebauter Apsis, Fachwerkdachturm E. 19. Jh.                                        | Möckern    | Rietzel           | weitere Bilder | 52° 16′ 36″ N, 12° 0′ 58″ O  |
| Dorfkirche Ringelsdorf                   | Kleiner Feldsteinsaal mit eingezogenem Rechteckchor und Apsis, im Kern romanisch. 1699 Fenster erweitert, 1821 Dachturm                                  | Genthin    | Ringelsdorf       | weitere Bilder | 52° 15′ 16″ N, 12° 8′ 43″ O  |
| Dorfkirche Roßdorf                       | Stattliche Backsteinkirche um 1200 in vollständiger Anlage, um 1700 mit Turmaufsatz aus Fachwerk versehen                                                | Jerichow   | Roßdorf           | weitere Bilder | 52° 25′ 37″ N, 12° 12′ 28″ O |
| Dorfkirche Rosian                        | Spätromanischer Feldsteinbau mit Rechteckchor und Fachwerkdachturm                                                                                       | Möckern    | Rosian            |                | 52° 5′ 40″ N, 12° 8′ 54″ O   |
| Dorfkirche Scharteucke                   | Rechteckbau in Fachwerk, nach längerem Verfall seit 1990 restauriert                                                                                     | Jerichow   | Scharteucke       | Bild gesucht   | 52° 27′ 15″ N, 12° 5′ 1″ O   |
| Dorfkirche Schermen                      | Im Kern spätromanische Saalkirche in Feldstein, ursprünglich Westturm und Schiff, dieses später erhöht                                                   | Möser      | Schermen          | weitere Bilder | 52° 13′ 54″ N, 11° 49′ 3″ O  |
| Dorfkirche Schlagenthin                  | Backsteinchor auf Feldsteinsockel 13, Jh., Fachwerksaal, mehrfach geflickt, freistehender Glockenstuhl 1620                                              | Jerichow   | Schlagenthin      | weitere Bilder | 52° 27′ 56″ N, 12° 16′ 25″ O |
| Dorfkirche Schweinitz                    | Rechteckiger Feldsteinbau mit Walmdach und Dachreiter, vermutlich romanischer Ursprung, Umbauten 1736                                                    | Möckern    | Schweinitz        |                | 52° 6′ 29″ N, 12° 11′ 36″ O  |
| Dorfkirche Steinitz                      | Backsteinsaal 1714/15 mit Fachwerk-Dachturm mit Spitzhelm                                                                                                | Jerichow   | Steinitz          | Bild gesucht   | 52° 30′ 46″ N, 12° 2′ 24″ O  |
| Dorfkirche Stresow (Möckern)             | Saalbau aus Feldstein mit eingezogenem Chor und Apsis, im Kern 12. Jh.                                                                                   | Möckern    | Stresow           | weitere Bilder | 52° 15′ 27″ N, 12° 0′ 51″ O  |
| Dorfkirche Tucheim                       | Großer spätbarocker Putzbau, 1756, barocke Ausstattung mit Treutmann-Orgel, mehrfach umgebaut                                                            | Genthin    | Tucheim           | weitere Bilder | 52° 17′ 23″ N, 12° 10′ 51″ O |
| Dorfkirche Woltersdorf                   | Spätromanische Feldsteinkirche aus Schiff, Chor und Apsis, Westturm um 1730                                                                              | Biederitz  | Woltersdorf       | weitere Bilder | 52° 9′ 23″ N, 11° 46′ 22″ O  |
| Dorfkirche Zabakuck                      | Ruine der Kirche nach Zerstörung im 2. Weltkrieg | Jerichow   | Zabakuck          | weitere Bilder | 52° 27′ 21″ N, 12° 12′ 48″ O |
| Dorfkirche Zeppernick                    | Neugotischer Rechtecksaal in Bruchstein mit quadrat. Westturm                                                                                            | Möckern    | Zeppernick        | weitere Bilder | 52° 7′ 33″ N, 12° 1′ 21″ O   |
| Dorfkirche Zerben                        | Schlichter rechteckiger Putzbau mit Dachturm und Laterne, 1743                                                                                           | Elbe-Parey | Zerben            | weitere Bilder | 52° 21′ 25″ N, 11° 57′ 0″ O  |
| Dreifaltigkeitskirche (Parey)            | Schlichter barocker Saalbau mit polygonaler Apsis und quadratischem Turm mit Haube, 1698 gestiftet                                                       | Elbe-Parey | Parey             | weitere Bilder | 52° 22′ 54″ N, 11° 59′ 4″ O  |
| Evangelische Dorfkirche (Hohenwarthe)    | Im Kern spätromanischer Bruchsteinbau aus Schiff, Chor und Apsis, Westgiebel 1884 umgestaltet. Spätgotischer Schnitzaltar 2. H. 15. Jh.                  | Möser      | Hohenwarthe       | weitere Bilder | 52° 13′ 35″ N, 11° 42′ 17″ O |
| Herz Jesu (Gommern)                      | Katholische Kirche, 1902–1903 nach Plänen von Arnold Güldenpfennig erbaut                                                                                | Gommern    | Gommern           | weitere Bilder | 52° 4′ 25″ N, 11° 49′ 28″ O  |
| Kirche Dalchau                           | Im Kern romanischer Saalbau, 1677–1702 Erweiterung des Chors, polygonale Apsis                                                                           | Möckern    | Dalchau           | weitere Bilder | 52° 6′ 44″ N, 11° 59′ 21″ O  |
| Kirche Möser                             | Neubau 2002 in Form einer Arche | Möser      | Möser             | weitere Bilder | 52° 13′ 21″ N, 11° 47′ 26″ O |
| Kirche Theeßen                           | Im Kern romanischer Feldsteinbau, Saalkirche mit eingezogenem Chor, Dachreiter 1748                                                                      | Möckern    | Theeßen           | weitere Bilder | 52° 14′ 30″ N, 12° 3′ 10″ O  |
| Kirche Unser Lieben Frauen (Loburg)      | Als Ruine erhaltene, dreischiffige Basilika nach 1200, verfallen, zwischenzeitlich renoviert und nach 1810 erneut verfallen                              | Möckern    | Loburg            | weitere Bilder | 52° 6′ 56″ N, 12° 4′ 58″ O   |
| Maria Rosenkranzkönigin (Genthin)        | 1903 erbauter neoromanische Neubau der katholischen Kirche in Genthin                                                                                    | Genthin    | Genthin           | weitere Bilder | 52° 24′ 30″ N, 12° 9′ 15″ O  |
| Sankt Andreas (Brandenstein)             | Kleine Fachwerkkirche, nach 1912 Verfall | Möckern    | Brandenstein      | weitere Bilder | 52° 17′ 39″ N, 12° 4′ 18″ O  |
| Schlosskirche Dornburg (Gommern)         | Schlosskirche von Schloss Dornburg, barocker Rechteckbau 1755–58                                                                                         | Gommern    | Dornburg          | weitere Bilder | 52° 2′ 2″ N, 11° 52′ 48″ O   |
| St. Nicolaus (Nedlitz)                   | Romanisches Feldsteinbauwerk, 12. Jh., aus Schiff, Chor und Apsis, Westturm E. 12./A. 13. Jh.                                                            | Gommern    | Nedlitz           | weitere Bilder | 52° 7′ 43″ N, 11° 49′ 52″ O  |
| St. Trinitatis (Gommern)                 | Nach Zerstörung des Vorgängerbauwerks 1692 neu erbauter langgestreckter Saalbau, 1714 mit Turm ergänzt                                                   | Gommern    | Gommern           | weitere Bilder | 52° 4′ 22″ N, 11° 49′ 42″ O  |
| St. Andreas (Gübs)                       | Spätromanischer Bruchsteinbau aus Schiff, Chor und Apsis, kleiner Fachwerkdachreiter                                                                     | Biederitz  | Gübs              | weitere Bilder | 52° 6′ 36″ N, 11° 44′ 12″ O  |
| St. Barnabas (Lübars)                    | Spätromanische Feldsteinkirche in vollständiger Anlage                                                                                                   | Möckern    | Lübars            | weitere Bilder | 52° 10′ 4″ N, 12° 7′ 22″ O   |
| St. Dorotheen (Karith)                   | Stattlicher neuromanischer Werksteinbau mit Backstein 1884                                                                                               | Gommern    | Karith            | weitere Bilder | 52° 6′ 23″ N, 11° 50′ 16″ O  |
| St. Dorotheen (Wahlitz)                  | 1275 erstmals urkundlich erwähnt, im Kern romanischer Bruchsteinbau, Umbauten 15. und 18. Jh.                                                            | Gommern    | Wahlitz           | weitere Bilder | 52° 6′ 16″ N, 11° 46′ 46″ O  |
| St. Elisabeth (Zeddenick)                | Romanische Saalkirche in vollständiger Anlage, um 1180                                                                                                   | Möckern    | Zeddenick         | weitere Bilder | 52° 8′ 16″ N, 11° 53′ 43″ O  |
| St. Jakobi (Dannigkow)                   | Turmloser Saalbau in Bruchstein, 1677 Dachreiter in Fachwerk                                                                                             | Gommern    | Dannigkow         | weitere Bilder | 52° 4′ 24″ N, 11° 52′ 26″ O  |
| St. Johannes der Täufer (Burg)           | Neubau 1904–08, neugotischer Backsteinbau für die katholische Gemeinde                                                                                   | Burg       | Burg              | weitere Bilder | 52° 16′ 21″ N, 11° 51′ 2″ O  |
| St. Judae (Hobeck)                       | Einschiffiger Saalbau 1687–91 mit Westturm | Möckern    | Hobeck            | weitere Bilder | 52° 4′ 39″ N, 12° 2′ 25″ O   |
| St. Laurentius (Loburg)                  | Umbau der ursprünglich gotischen Kirche im Renaissancestil 1569–81, wertvolle Orgel 1679/1705                                                            | Möckern    | Loburg            | weitere Bilder | 52° 6′ 55″ N, 12° 4′ 17″ O   |
| St. Laurentius (Möckern)                 | Spätromanischer Westturm mit breiterem Schiff und Chor, 15. Jh.                                                                                          | Möckern    | Möckern           | weitere Bilder | 52° 8′ 21″ N, 11° 57′ 12″ O  |
| St. Marien (Loburg)                      | Katholische Kirche von Loburg, 2018 profaniert | Möckern    | Loburg            | weitere Bilder | 52° 6′ 53″ N, 12° 5′ 21″ O   |
| Dorfkirche Tryppehna                     | Romanische Saalkirche, bestehend aus Schiff, Chor und Apsis, Dachreiter über dem Westgiebel 1818, Teile der Ausstattung 1966 verschollen                 | Möckern    | Tryppehna         | weitere Bilder | 52° 9′ 53″ N, 11° 54′ 59″ O  |
| St. Markus (Ziepel)                      | Dreiteiliger spätromanischer Bruchsteinbau 13. Jh., Westturm 1735                                                                                        | Möckern    | Ziepel            | weitere Bilder | 52° 8′ 58″ N, 11° 52′ 18″ O  |
| St. Martini (Lübs)                       | Spätromanischer Feldsteinbau mit eingezogenem Chor und Apsis, Ruine                                                                                      | Gommern    | Lübs (Gommern)    | weitere Bilder | 52° 1′ 28″ N, 11° 56′ 32″ O  |
| St. Mauritius (Büden)                    | Spätromanischer Westturm in Bruchstein, M. 13. Jh. Anbau des kreuzförmigen Langhauses, seit 1985 nach Brandstiftung profaniert                           | Möckern    | Büden             | weitere Bilder | 52° 8′ 50″ N, 11° 49′ 40″ O  |
| St. Nicolai (Burg bei Magdeburg)         | Gut erhaltene Pfeilerbasilika des späten 12. Jahrhunderts mit eindrucksvollem Westbau                                                                    | Burg       | Burg              | weitere Bilder | 52° 16′ 7″ N, 11° 51′ 4″ O   |
| St. Paulus (Menz)                        | Schlichte Saalkirche, nach Kriegszerstörung zunächst nur teilweise wiederaufgebaut, später auch Turm rekonstruiert                                       | Gommern    | Menz (Gommern)    | weitere Bilder | 52° 7′ 6″ N, 11° 45′ 42″ O   |
| St. Petri (Burg)                         | Neugotische Saalkirche 1881/82, reformierte Kirche | Burg       | Burg              | weitere Bilder | 52° 16′ 19″ N, 11° 51′ 19″ O |
| St. Petri (Stegelitz)                    | Spätromanische Saalkirche, 1721–1727 innen barock ausgestattet, wertvolle Orgel 1748                                                                     | Möckern    | Stegelitz         | weitere Bilder | 52° 11′ 23″ N, 11° 54′ 26″ O |
| St. Philippi (Lübs)                      | Umfassungsmauern eines ursprünglich mittelalterlichen Rechteckbauwerks in Feldstein, Westturm später, Dachstuhl des Schiffs abgetragen                   | Gommern    | Lübs              | weitere Bilder | 52° 1′ 14″ N, 11° 56′ 28″ O  |
| St. Sebastian (Schartau)                 | Spätromanische Feldsteinkirche in vollständiger Anlage, Fenster barock verändert                                                                         | Burg       | Schartau          | weitere Bilder | 52° 17′ 32″ N, 11° 47′ 27″ O |
| St. Simon (Wörmlitz)                     | Im Kern spätromanischer Saalbau 12./13. Jh., im 15. Jh. Chorerweiterung, um 1718 barock erneuert und verputzt                                            | Möckern    | Wörmlitz          | weitere Bilder | 52° 10′ 10″ N, 11° 50′ 46″ O |
| St. Stephanus (Hohenziatz)               | Stattliche spätrom. Saalkirche in vollständiger Anlage, im 19. Jh. Westturm restauriert. Zahlreiche Epitaphe.                                            | Möckern    | Hohenziatz        | weitere Bilder | 52° 10′ 54″ N, 12° 2′ 57″ O  |
| St. Stephanus (Vehlitz)                  | Spätromanische Saalkirche, Rechteckchor nachträglich erweitert.                                                                                          | Gommern    | Vehlitz           | weitere Bilder | 52° 6′ 29″ N, 11° 52′ 51″ O  |
| St. Timothei (Klein Lübars)              | Im Kern spätromanische Feldsteinkirche, 1721 nach Zerstörung wiederaufgebaut, neuromanischer Turm 1899, nach Dacheinsturz um 2000–2006 wiederhergestellt | Möckern    | Klein Lübars      | weitere Bilder | 52° 10′ 17″ N, 12° 5′ 59″ O  |
| St. Timothei (Wallwitz)                  | Im 19. Jh. veränderte Bruchstein-Saalkirche, Fachwerk-Dachturm über dem Westgiebel                                                                       | Möckern    | Wallwitz          | weitere Bilder | 52° 7′ 10″ N, 11° 54′ 59″ O  |
| St.-Petri-Kirche (Leitzkau)              | Dreischiffige Pfeilerbasilika 1114 geweiht, mehrfach umgebaut im 17./18. Jh., Station der Straße der Romanik                                             | Gommern    | Leitzkau          | weitere Bilder | 52° 3′ 23″ N, 11° 56′ 58″ O  |
| St. Sophia (Dretzel)                     | Romanischer Kernbau, umgebaut in der 1. H. des 18. Jh.                                                                                                   | Genthin    | Dretzel           | weitere Bilder | 52° 18′ 56″ N, 12° 6′ 45″ O  |
| Stadtkirche Jerichow                     | Spätromanische einschiffige Backsteinkirche mit neuromanischer Polygonsakristei im Westen, Fachwerk-Dachturm                                             | Jerichow   | Jerichow          | weitere Bilder | 52° 29′ 48″ N, 12° 1′ 32″ O  |
| Stadtkirche St. Trinitatis               | Schlichte dreischiffige barocke Hallenkirche 1707–22 neu erbaut, Westturm erst 1769–72 angefügt                                                          | Genthin    | Genthin           | weitere Bilder | 52° 24′ 24″ N, 12° 9′ 27″ O  |
| Stiftskirche Leitzkau                    | Kirchengebäude in Gommern, Bestandteil von Schloss Leitzkau, Straße der Romanik                                                                          | Gommern    | Leitzkau          | weitere Bilder | 52° 3′ 43″ N, 11° 56′ 58″ O  |
| Unser Lieben Frauen (Burg bei Magdeburg) | Eindrucksvoller romanischer Westbau, gotische dreischiffige Hallenkirche von 1412–55                                                                     | Burg       | Burg              | weitere Bilder | 52° 16′ 24″ N, 11° 51′ 43″ O |

## Klöster
| Artikel                        | Beschreibung | Gemeinde | Ort      | Bild           | Koordinaten                |
| ------------------------------ | --- | -------- | -------- | -------------- | -------------------------- |
| Prämonstratenserstift Jerichow | Bedeutende Klosteranlage, eines der frühesten Backsteinbauwerke der Romanik in Deutschland mit wertvoller Bauplastik (Kapitelle) | Jerichow | Jerichow | weitere Bilder | 52° 30′ 8″ N, 12° 0′ 57″ O |

## Begräbnisstätten
- Jüdischer Friedhof Burg
- Mausoleum im Schlosspark Pietzpuhl
- Großsteingräber

## Synagogen
| Artikel            | Beschreibung                                              |                      | Ort(e)               | Bild | Koordinaten                  |
| ------------------ | --------------------------------------------------------- | -------------------- | -------------------- | ---- | ---------------------------- |
| Synagoge Burg      | Schlichter Saalbau aus Backstein im Rundbogenstil 1851    | Burg (bei Magdeburg) | Burg (bei Magdeburg) |      | 52° 16′ 20″ N, 11° 51′ 29″ O |
| Synagoge (Genthin) | Erbaut 1928 von Hugo Magnus, 1936 verkauft und profaniert | Genthin              | Genthin              |      | 52° 24′ 15″ N, 12° 9′ 41″ O  |

∑ 113 Einträge